# Gmina Staszów
Die Gmina Staszów ist eine Stadt-und-Land-Gemeinde im Powiat Staszowski der Woiwodschaft Heiligkreuz in Polen. Sitz des Powiats und der Gemeinde ist die gleichnamige Stadt mit etwa 15.000 Einwohnern.

## Geographie
Die Gemeinde liegt 50 Kilometer südöstlich von Kielce. Zu den Gewässern gehört die Czarna Staszowska.

## Geschichte
Im Jahr 1954 wurde Staszów Sitz des Powiats. Von 1975 bis 1998 gehörte die Gemeinde zur Woiwodschaft Tarnobrzeg.

## Gliederung
Zur Stadt-und-Land-Gemeinde Staszów gehören die Dörfer:
Czajków Południowy, Czajków Północny, Czernica, Dobra, Gaj Koniemłocki, Grzybów, Jasień, Koniemłoty, Kopanina, Krzczonowice, Krzywołęcz, Kurozwęki, Lenartowice, Łaziska, Łukawica, Mostki, Niemścice, Oględów, Poddębowiec, Podmaleniec, Ponik, Sielec, Smerdyna, Stefanówek, Sztombergi, Wiązownica Duża, Wiązownica Mała, Wiśniowa, Wiśniowa Poduchowna, Wola Osowa, Wola Wiśniowska, Wólka Żabna, Zagrody und Ziemblice.
Eine weitere Ortschaft ist die Siedlung Wiązownica-Kolonia.

## Verkehr
Im Hauptort der Gemeinde kreuzen sich drei Eisenbahnlinien, die Bahnstrecke Włoszczowice–Chmielów, die Bahnstrecke Rytwiany–Połaniec und die Breitspurbahn Linia Hutnicza Szerokotorowa.